# کونتومینتار
کونتومینتار (انگلیسی: Kuntomintar) یک کوه آتشفشانی در جزایر کوریل کشور روسیه است.